# Weiach
Weiach ist eine politische Gemeinde im Bezirk Dielsdorf, Kanton Zürich, Schweiz. Von den Einheimischen wird sie Weyach oder Weych genannt (ey bzw. [ɛɪ̯] wird als Diphthong mit Betonung auf dem e ausgesprochen); nach zürichdeutscher Rechtschreibung: Weich.
Die Gemeinde liegt etwa 25 km Luftlinie nördlich des Stadtzentrums von Zürich. Sie ist seit 1962 vor allem durch die Weiacher Kies AG bekannt, das erste Unternehmen in der Schweiz, welches den Kiesabbau mit industriellen Verfahren betreibt. Die Ausbeutung des einzigen in nennenswerten Quantitäten vorhandenen Bodenschatzes der Schweiz liess die Gemeinde zum ersten Mal in ihrer Geschichte ihre Finanzprobleme vergessen. 1995 machte Weiach als steuergünstigste Gemeinde des Kantons Schlagzeilen.
Seit dem 1. Januar 2022 ist Weiach eine sogenannte Einheitsgemeinde. Auf diesen Zeitpunkt wurden die politische Gemeinde und die Primarschulgemeinde fusioniert.

## Geographie
Die Gemeinde liegt in der nordwestlichen Ecke des Zürcher Unterlandes, an der Kantonsgrenze Zürich-Aargau. Der Rhein, der einige hundert Meter nördlich des Dorfes vorbeiströmt und die natürliche Grenzlinie zur Bundesrepublik Deutschland bildet, markiert den tiefsten Punkt im Kanton Zürich (332 m ü. M.). Den höchsten Punkt auf Gemeindegebiet bildet das Plateau des Haggenbergs (Bezeichnung des Stadlerbergs auf Weiacher Seite) mit 623 m ü. M.
Nachbargemeinden sind im Uhrzeigersinn, beginnend im Westen: Fisibach und Zurzach (Exklave Kaiserstuhl; seit 2022) im Kanton Aargau, Hohentengen am Hochrhein im Landkreis Waldshut (Bundesrepublik Deutschland) sowie Glattfelden, Stadel (Ortschaften Windlach und Raat) und Bachs im Kanton Zürich.
Zur Gemeinde gehören die Kernsiedlung im Zentrum des Territoriums, einige Einzelhöfe (u. a. Höbrig am Sanzenberg, Felsenhof an der Strasse nach Raat, Ofen an der Hauptstrasse 7 nach Glattfelden und Rheinhof am Flussufer) sowie zwei Industrie- und Gewerbegebiete im Bereich des alten Bahnhofs und des Kieswerks. Seit 2015 hinzugekommen sind die Neubaugebiete (mehrheitlich Mehrfamilienhäuser mit Flachdächern) westlich der Swissgrid-Hochspannungsleitung zwischen Bedmen und Altem Bahnhof, auch bekannt als Neu-Weiach.
Die Kernsiedlung liegt geschützt zwischen bewaldeten Hügelzügen, in eine noch bis vor wenigen Jahren dicht mit Obstbäumen bestandenen Geländekammer eingebettet, die sich nach Norden gegen den Rhein hin öffnet. Waldungen im Umfang von 466 ha bedecken rund die Hälfte des gesamten Gemeindebanns. Grosse Teile des Waldes gehören der politischen Gemeinde.
Im Jahr 2018 waren von der Gemeindefläche 32,5 % landwirtschaftlich genutzt (inklusive temporär für Kiesabbau genutzte Flächen), 50,7 % waren mit Wald bestockt, die Verkehrsflächen betrugen 2,9 %, die Gewässer umfassten 2,1 %, und die Siedlungsfläche betrug 10,0 %. 1,8 % waren unproduktive Flächen.
Die Ebene im nordöstlichen Gemeindegebiet gehört zu den im Vorland des würmeiszeitlichen Rheingletschers abgelagerten Schotterterrassen des Rafzerfeldes, die seit Anfang der 1960er-Jahre im industriellen Massstab ausgebeutet werden (siehe Abschnitt Industrie).

## Wappen und Logo

Abb. 1: Wappen der Gemeinde Weiach von 1931

Blasonierung:
Schräggeteilt von Silber und Blau, mit achtstrahligem Stern in verwechselten Farben
Der Stern steht in keinem bestimmten Verhältnis zum Zürcherschild (schrägrechts von Silber und Blau geteilt)

Abb. 2: Logo der politischen Gemeinde Weiach

Das im zweiten Jahrzehnt des 18. Jahrhunderts entstandene Dekanatsbuch des Kapitels Regensberg belegt erstmals ein Gemeindewappen. Dieses zeigt den Herrschaftsanspruch der Stadt Zürich und eine Verbindung zum einzigen ehaften (das heisst obrigkeitlich konzessionierten) Gasthof mit Beherbergungsrecht in der Gemeinde, der alten Taverne «zum Sternen». Unklar ist, ob Name und Schild des Gasthofs von einem älteren Zeichen der Gemeinde übernommen wurden oder umgekehrt der Stern als Wirtshauszeichen später auf die Gemeinde überging. Die heraldisch ungünstige Blasonierung des Belegs im Dekanatsbuch: goldener, facettierter Stern auf dem in blau und silber geteilten Zürcherschild wurde im 20. Jahrhundert durch die Gemeindewappenkommission verworfen.
Im 19. Jahrhundert war auch ein sechsstrahliger goldener Stern auf blauem Grund gebräuchlich (ähnlich dem heutigen Wappen von Dietlikon). Der Stern könnte sich vom Wappen der Schaffhauser Patrizierfamilie Heggenzer ableiten, die bis zu ihrem Aussterben im Mannesstamm im Jahre 1587 Mitbesitzer der Niederen Gerichtsbarkeit war.
In seiner heutigen Form mit dem achtstrahligen Stern in gewechselten Farben wurde das Weiacher Wappen mit der Wappentafel von Johannes Krauer populär und wurde auf Empfehlung der Wappenkommission der Antiquarischen Gesellschaft in Zürich vom Gemeinderat Ende November 1931 offiziell anerkannt.
Das seit dem 1. Mai 2000 auf Gemeindedrucksachen und dem Internetauftritt gebräuchliche Logo zeigt in stilisierter Form das Gemeindegebiet mit Rhein und Waldbestockung, wie es sich aus grosser Höhe auf Satellitenfotos ausnimmt.

## Geschichte

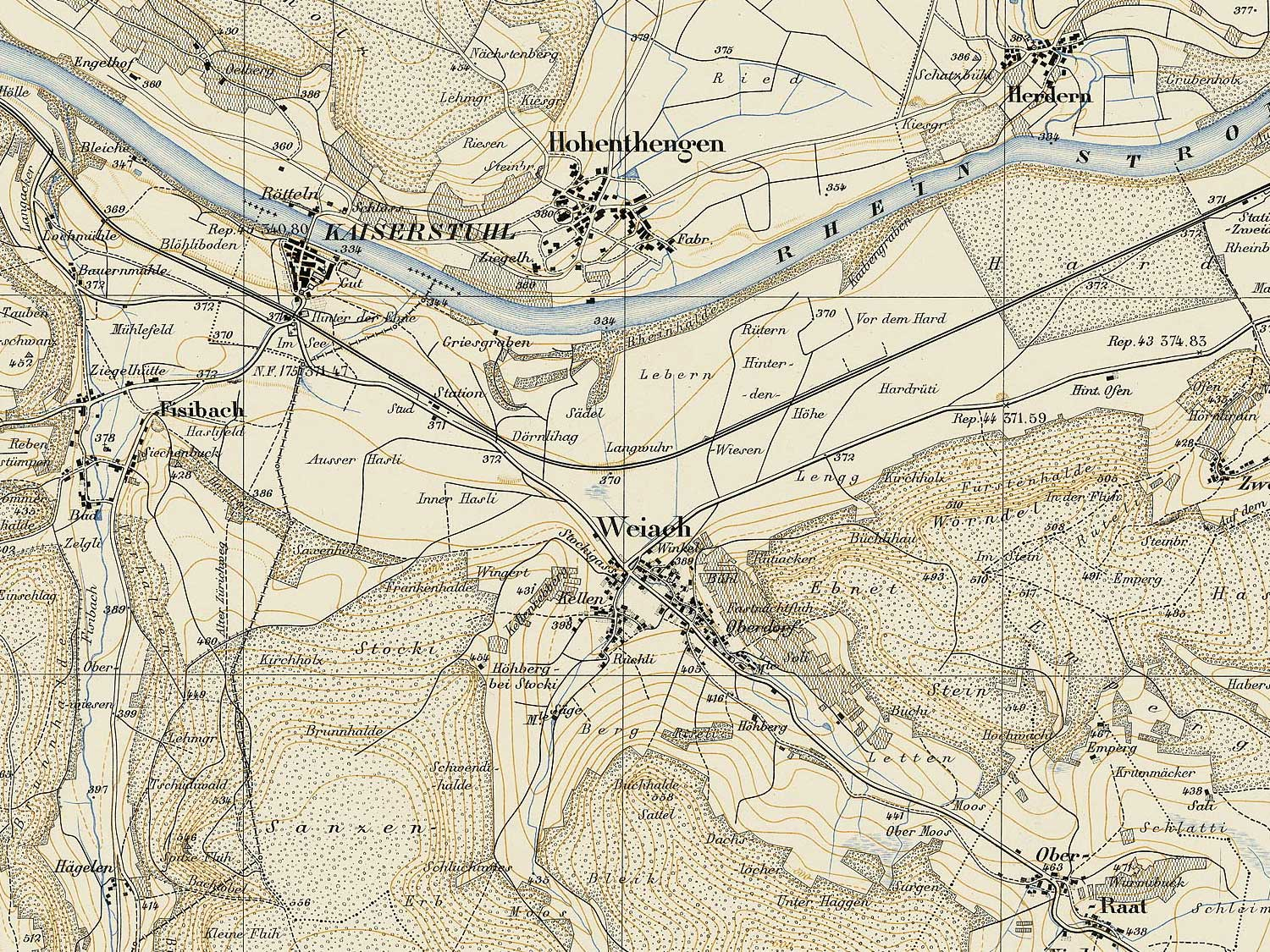
Abb. 3: Weiach im Siegfriedatlas von 1880

### Ur- und Frühgeschichte
Zahlreiche archäologische Fundstellen machen deutlich, dass das Territorium der heutigen Gemeinde Weiach wegen seiner Lage am Rhein und seiner Topographie seit dem Ende der letzten Eiszeit ein bedeutendes Siedlungsgebiet war.
An den Rheinterrassen wurden an verschiedenen Orten Inventare von Feuersteinsplittern entdeckt, welche auf die Mittel- bis Jungsteinzeit datiert werden. Zu den Einzelfunden auf Gemeindegebiet gehört auch ein Steinbeil aus der Jungsteinzeit. Mögliche neolithische Höhensiedlungen werden auf den Plateaus des Steins und des Stadlerbergs vermutet. Grosse Wallanlagen (Refugien), die auf Grund der Fundlage schon seit prähistorischer Zeit bestehen müssen, können auf einem Felssporn des Wörndels (genannt: Leuechopf) und im Ebnet oberhalb der Fasnachtflue festgestellt werden: grossflächige Aufschüttungen mit fast ebenem Bereich, umgeben von Wällen und Gräben. Private Prospektionen auf dem Leuechopf brachten 1935 ausserdem Hinweise auf die Fundamente eines Rundturmes. Im Bereich des gesamten Hügelzugs befinden sich mögliche vorgeschichtliche Siedlungsplätze, die noch zu erforschen sind.
Zu den archäologischen Funden gehören weiter Grabbeigaben wie Bronzespangen und -nadeln sowie ein Dolch aus der Mittelbronzezeit (ca. 1500–1300 v. Chr.). Sie stammen aus mehreren frühbronzezeitlichen Grabhügeln, die in der Ebene des Hard liegen. Sieben von ihnen wurden 1855 erstmals inventarisiert und drei im Jahre 1866 durch Ferdinand Keller, den Präsidenten der Antiquarischen Gesellschaft in Zürich, untersucht. Im Verlaufe des Kiesabbaus wurde im Frühjahr 2001 bei Rettungsgrabungen durch die Kantonsarchäologie im Gebiet Winkelwiesen am nordöstlichen Dorfausgang eine bronzezeitliche Siedlung entdeckt. Neben einem Urnengrab, grossen Mengen an Keramik und verschiedenen Hausgrundrissen (bis 5 × 14 m) fand man auch einen gepflästerten Weg (Dorfstrasse aus Bollensteinen), welcher auf die Spätbronzezeit (ca. 1300–800 v. Chr.) datiert wird.
Im Rahmen von Explorationsarbeiten vor der Kiesausbeutung im Gebiet Hasli fand die Kantonsarchäologie im Oktober 2020 am Sanzenberg einen keltischen Silberschatz, bestehend aus 62 Silberstatern und einer Potinmünze.
An die Römerzeit erinnern zwei Wachtturmfundamente (im Hard gut erhalten und 1969 konserviert (WT Nr. 36, KGS-Nr. 11679), im Gebiet Leebern/Heidenbuck stark zerfallen (WT Nr. 35, KGS-Nr. 11678); vgl. die Liste der Kulturgüter von nationaler Bedeutung). Die Türme wurden unter dem weströmischen Kaiser Valentinian I. ab 369 n. Chr. entlang des Hochrheins zwischen dem Bodensee und dem Rheinknie bei Basel als Teil eines Abwehrsystems (Donau-Iller-Rhein-Limes) gegen die von Norden her vordringenden Alamannen errichtet. Neben mehreren Mammutzähnen förderten der Bau einer Flabstellung 1944/45 sowie der Kiesabbau im Jahre 1979 auch ein frühmittelalterliches Gräberfeld zutage. Als Grabbeigabe fand man 1979 einen Skramasax (Langversion eines Kurzschwerts) aus dem letzten Drittel des 7. Jahrhunderts.
Während der heutige Dorfkern in den Bachtälern am südlichen Rand der Rheinebene liegt, sind die seit längerem bekannten bronzezeitlichen Gräber mitten in der Ebene zu finden. Die 2001 ausgegrabene bronzezeitliche Siedlung im südwestlichen Abbaugebiet der Weiacher Kies AG war zudem in unmittelbarer Nähe des Dorfbaches angelegt. Sie lag damit angrenzend an die früher als Viehweide begehrten Sumpfwiesen, die bis Ende des 19. Jahrhunderts bewirtschaftet und danach drainiert wurden.

### Ortsnamenkunde
Aus der ersten Hälfte des 13. Jahrhunderts (dendrodatiert auf die Jahre um 1240) ist ein Kellergeschoss im heutigen Ortskern erhalten. Auf das Jahr 1271 ist die älteste noch erhaltene schriftliche Erwähnung des Ortes datiert: in Wiâch. Über die Herkunft und Bedeutung des Namens bestehen unterschiedliche Auffassungen. Das Zürcher Siedlungsnamenbuch geht davon aus, man könne sie «auf Basis der überlieferten Belege nicht sicher bestimmen». Im 19. Jahrhundert vermutete man noch einen Zusammenhang mit dem alemannischen Wortstamm wey als Bezeichnung für die Weihe, einen kleinen Greifvogel, mit dem zweiten Bestandteil aha (für: Bach, Fluss, siehe: Aa). Die jüngere Forschung rechnet mit einem in römischer Zeit gebildeten Namen eines hier befindlichen Gutshofes: dieses nicht bezeugte *Veiacus oder *Veiacum (ergänze: fundus oder praedium, d. h. Landgut) enthält den Namen des ersten Besitzers (Veius) und das im gallorömischen Siedlungsbereich übliche besitzeranzeigende Suffix -acus/-acum; Veiacus (fundus) bzw. Veiacum (praedium) bedeutet also Landgut des Veius. Überreste eines solchen antiken Gutshofes wurden bis heute zwar keine gefunden, doch fügt sich der Name in eine ganze Reihe von im Norden des Kantons Zürich bestehenden Ortsnamen ein, die alle auch aus Gutshofbezeichnungen entstanden sein dürften (vgl. Windlach, Bülach, Flaach und Neerach) und die zur Versorgung römischer Ansiedlungen wie des vicus Vitudurum (Oberwinterthur) bzw. des Legionslagers Vindonissa (Windisch) gegründet worden waren.

### Politische Zugehörigkeit
1295 verkaufte der Minnesänger Jakob von Wart die niederen Gerichte seines Meierhofs in Wiach sowie die des Dorfes Wiach an den Bischof von Konstanz, dem die Niedere Gerichtsbarkeit bis zur Auflösung des Hochstifts mit dem Reichsdeputationshauptschluss 1803 zustand. Zu einem nicht mehr eruierbaren Zeitpunkt verpfändete Konstanz seine Rechte zur Hälfte an die Schaffhauser Patrizierfamilie Heggenzer und kaufte sie 1605 wieder zurück.
Die hohen Gerichte gingen 1424 mit der Verpfändung der Grafschaft Kyburg an den Stadtstaat Zürich. 1442 gaben die Zürcher den Habsburgern grosse Teile der Grafschaft wieder zurück, sie behielten jedoch deren Gebiete westlich des Flüsschens Glatt, die fortan Obervogtei Neuamt genannt wurden und im Gegensatz zu den übrigen Teilen der 1452 erneut an Zürich übergegangenen Grafschaft ununterbrochen unter Zürcher Herrschaft standen.
Die zürcherische Obrigkeit war in Weyach durch einen Untervogt, der Bischof durch einen Dorfmeier vertreten. Erst in der Helvetik kam Weyach mit allen Rechten an Zürich. Im Jahre 1798 wurde die Gemeinde dem Distrikt Bülach zugeteilt, nach dem Ende der Mediationsverfassung im Jahre 1814 dem Oberamt Regensberg. Mit der Staatsverfassung von 1831 wurde das Oberamt zum Bezirk Regensberg, mit der Verlegung des Hauptorts ins Tal im Jahre 1871 zum Bezirk Dielsdorf.

### Kirchliche Verhältnisse

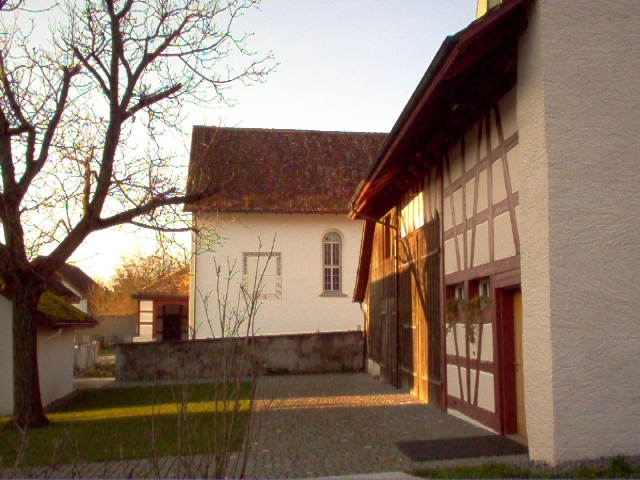
Abb. 4: Historisches Ensemble mit Kirche und Pfarrscheune

Wiach gehörte im Mittelalter zur Pfarrei Hohentengen (eigentlich: Dengen bei der hohen Kirch) und hatte wahrscheinlich schon früh eine Filialkapelle (1594 erstmals erwähnt). Mit der Zürcher Reformation wurde Weyach aus dem alten Pfarreiverband herausgelöst und erhielt seine Prädikanten von Zürich aus zugeteilt. Nur die Verbindlichkeiten (Kirchen-Zehnten auf neu gerodetem Land) an den Bischof von Konstanz als Inhaber der Niederen Gerichtsbarkeit blieben. 1540 verlangten die Dorfbewohner ultimativ nach einem eigenen Leutpriester, den sie auch erhielten, weil die seit 1525 unter Ulrich Zwingli protestantisch-reformierte Zürcher Obrigkeit nicht riskieren wollte, dass ihre Untertanen ins rekatholisierte Kaiserstuhl in die Messe gingen.
Weyach wurde spätestens 1591 per Ratsbeschluss zu einer Kirchgemeinde mit residentem Pfarrer (der Zeitpunkt ist in der Forschung umstritten: als Daten werden 1540, 1542, 1549 und 1591 genannt). Die Kollatur lag de facto seit 1520 bei der Stadt Zürich.
In späteren Jahren (so z. B. 1602) wurden mehrfach Einwohner von Weyach bestraft, weil sie dem Bischof von Konstanz gehuldigt hatten: Ausdruck eines klassischen Machtkampfes zwischen den Inhabern der Hohen und der Niederen Gerichtsbarkeit.
Die 1705/1706 an einem neuen Platz erbaute reformierte Pfarrkirche – heute das Wahrzeichen der Gemeinde – wurde mit finanzieller Unterstützung von Bund, Kanton und vielen Spendern 1966 bis 1968 total restauriert und am 8. Dezember 1970 unter eidgenössischen Denkmalschutz gestellt (letzte Renovation im Jahre 2020). Zusammen mit dem Pfarrhaus, der Pfarrscheune, dem Friedhof und dem alten Gemeindehaus bildet die Kirche eine harmonische Baugruppe im Zentrum des Dorfes (vgl. KGS-Nummer 10339).
Die ab 1942 bestehende enge Zusammenarbeit der Kirchgemeinde Weiach mit der evangelisch-reformierten Kirchgenossenschaft Kaiserstuhl/Fisibach wurde durch die Kündigung des Pastorationsvertrags per 31. Dezember 2005 beendet.
Am 19. März 2017 wurde die Fusion der Evangelisch-reformierten Kirchgemeinde Weiach mit den Kirchgemeinden Bachs und Stadel zur neuen Kirchgemeinde Stadlerberg mit grossem Mehr abgelehnt. Die Kirchgemeinde Weiach bleibt damit trotz Druck seitens des Kirchenrates der Zürcher Landeskirche vorläufig selbstständig.
Die römisch-katholischen Gläubigen in der Gemeinde Weiach gehörten ab 1882 zur Pfarrei Bülach, ab 1962 formal zur katholischen Kirchgemeinde Glattfelden-Eglisau-Rafz (Bistum Chur). Ein Pastorationsvertrag regelt seit 1921 die Betreuung von Weiach durch die Pfarrei Kaiserstuhl-Fisibach im Bistum Basel.

### Befestigter Kirchhof

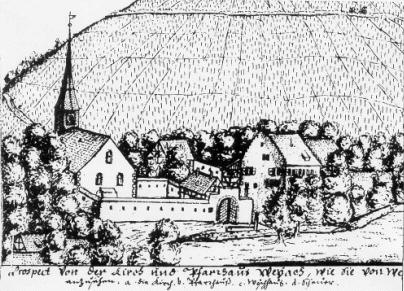
Abb. 5: Der Kirchhof von Weyach um 1716 von Heinrich Meister

Als an der Grenze des Zürcher Herrschaftsgebietes gelegener Ort diente Weyach als Korpssammelplatz eines Teils der Unterländer Truppen. Der bei der Kirche erstellte Friedhof wurde mutmasslich mit oder kurz nach dem Bau der Kirche zu einem Stützpunkt ausgebaut, der auch die Pfarrscheune und das Pfarrhaus in das Verteidigungsdispositiv integrierte. Die noch gut erhaltenen Schiessscharten in den Friedhofmauern, der Kirche, dem Pfarrhaus und der Pfarrscheune erinnern heute noch an die Zeit religiöser Auseinandersetzungen. Erst seit wenigen Jahrzehnten sind die konfessionellen Differenzen mit den Nachbarn kein Hindernis mehr für eine gute ökumenische Zusammenarbeit.

### Grosse Schäden im Zweiten Koalitionskrieg
Nach dem Zusammenbruch des Ancien Régime der Alten Eidgenossenschaft und der Besetzung der Schweiz durch französische Truppen begann für die Gemeinde eine der schlimmsten Zeiten ihrer Geschichte. Mehrmals zog die Frontlinie im Verlauf des Zweiten Koalitionskrieges über Weiach und das Zürcher Unterland hinweg, und jedes Mal mussten Tausende von Soldaten – helvetische Truppen und Franzosen auf der einen, Österreicher und Russen auf der anderen Seite – verpflegt und mit Brennholz versehen und Futter für ihre Pferde gestellt werden. Im Verlaufe einer dieser Einquartierungen brannte auch das Gemeindehaus ab. Der Eichenwald, der nach zeitgenössischen Berichten einer der schönsten im Kanton Zürich war, wurde weitgehend verwüstet und abgeholzt. Die Zeit des Mangels zog sich bis weit ins zweite Jahrzehnt des 19. Jahrhunderts hinein. 1817 konnten nach einer Missernte im Vorjahr viele Einwohner nur dank öffentlichen Suppenküchen vor dem Verhungern bewahrt werden. Ursache war das Jahr ohne Sommer 1816, das durch den Ausbruch des Tambora 1815 ausgelöst wurde.

### Übervölkertes Bauerndorf
Das Zürcher Unterland ist eine traditionelle Ackerbauregion, die noch bis ins 19. Jahrhundert hinein am mittelalterlichen Flurzwang und der Haufendorfsiedlung festhielt. Im Gegensatz zu den Streusiedlungen im Zürcher Oberland konnte sich keine starke Heimindustrietradition entwickeln. Spätestens im 17. Jahrhundert war die Kapazität des landwirtschaftlichen Bodens erreicht. Viele Weiacher mussten daher temporär oder für immer auswandern (siehe Abschnitt Bevölkerung). 1850 besassen nur zwei Bauern über 10 Hektar Acker- und Wiesland, alle anderen mussten mit wesentlich weniger auskommen. Beinahe 60 % der Landwirte besassen lediglich 5 Juchart (1,8 ha) oder noch weniger. Gegen die Mitte des 19. Jahrhunderts wurden – besonders nach der Staatsumwälzung von 1831 (Ustertag) – vielfältige Anstrengungen unternommen, um den Ertrag der landwirtschaftlichen Produktion zu steigern. Dennoch blieb die Abhängigkeit von der Scholle stark, was nach dem Wiener Börsenkrach von 1873 viele Kleinbauern die Existenz kostete. Andere Verdienstmöglichkeiten gab es kaum, auch die früher dank Monopol florierende herrschaftliche Ziegelhütte litt schwer unter Konkurrenz und Krise. Es ist daher kein Zufall, dass es in Hohentengen ein Anwerbebüro der Schweizertruppen in Diensten des Königreichs beider Sizilien gab. Erstaunlich ist in diesem Zusammenhang, dass die Gemeinde sich 1877 trotzdem eine für damalige Verhältnisse teure Druckwasserversorgung leistete.

### Krise des Ersten Weltkriegs und der Zwischenkriegszeit

Abb. 6: Luftbild aus 600 m von Walter Mittelholzer (1925)

Nach der langen Depression im letzten Viertel des 19. Jahrhunderts ging es Anfang des 20. wirtschaftlich aufwärts, jäh unterbrochen durch den Ersten Weltkrieg, welcher die Schweiz an den Rand eines Bürgerkriegs trieb. Für die klassenkämpferischen Ideen der fremden Bauarbeiter, welche das Kraftwerk bei Rheinsfelden erstellten, hatten die Weiacher Bauern kein Verständnis. Da sie aber durch die Grenzlage und den kriegsbedingt unterbrochenen Austausch im kleinen Grenzverkehr mit badischen Gemeinden litten, bildeten sich dennoch für kurze Zeit politische Gruppierungen in der Gemeinde (u. a. Jungbauernbewegung), welche sich nach dem Ende des Krieges aber wieder auflösten.

### Im Zweiten Weltkrieg
Im Ersten Weltkrieg berührten die Kampfhandlungen die Gemeinde nicht, auch im Zweiten Weltkrieg blieb die Gemeinde im Wesentlichen verschont. Es waren jedoch fast ständig Grenzschutzeinheiten in Weiach stationiert. Sie bauten für die Sperrstelle Weiach Befestigungswerke und Bunker, um den Durchgang nach Süden notfalls sperren zu können – das Rheinufer wurde zum stacheldrahtbewehrten Bollwerk gegen Hitlerdeutschland. Trotz weitgehend geschlossenen Grenzen wurde der Bau des schweizerisch-deutschen Kraftwerks bei Rekingen mitten im Krieg vollendet, was den Rhein auch im Abschnitt Rekingen-Rheinsfelden in einen trägen Strom verwandelte.
Ab 1944 gab es im Gebiet des Ofenhofs ein Arbeitslager. Ursprünglich hiess es offiziell Arbeitslager für Emigranten, eine von der Schweiz benutzte Bezeichnung, die es ermöglichte, Juden nicht als politisch verfolgte Flüchtlinge anzuerkennen. Laut dem Monatsbericht von Januar 1945 wechselte der Status des Lagers von Arbeitslager für Emigranten zu einem Arbeitslager für Flüchtlinge. Die Flüchtlinge wurden für forst- und landwirtschaftliche Arbeiten eingesetzt.
In der Endphase des Krieges attackierten 1944 alliierte Jagdflugzeuge mehrmals Züge, Bahninfrastruktur und Kraftwerkanlagen in der Gemeinde und ihrer nächsten Umgebung. Nach dem offiziellen Ende des Krieges litten die deutschen Nachbarn in Hohentengen unter der französischen Besetzung, was den Schmuggel von dort raren und hohen Tauschwert aufweisenden Gütern (wie z. B. Kaffee) aus der Schweiz nach Deutschland begünstigte.

### Aufschwung im 20. Jahrhundert
Nach Kriegsende hatte die weitgehend unzerstörte Schweiz einen Startvorteil. Auch die Weiacher Bauern konnten ihre Zugtiere nun weitgehend durch die früher für viele unerschwinglichen Landmaschinen ersetzen. Viele Junge wanderten trotzdem nach Zürich und in andere städtische Zentren ab, weil dort der Verdienst wesentlich besser war. Dieser Strukturwandel wurde durch die Gründung der Weiacher Kies AG im Jahre 1961 noch verstärkt. Grosse Flächen wurden der landwirtschaftlichen Nutzung für Jahrzehnte entzogen. Im Voll- oder Nebenerwerb tätige Kleinbauern gibt es heute de facto keine mehr, was letztlich auch die Landarrondierung (Melioration) vereinfachte. Am meisten profitierte die Gemeindekasse vom Kiesabbau. Vor allem seit die aktiven Abbaugebiete sich dort befinden, wo die politische Gemeinde selber Grundbesitzerin ist, aber auch dank stetig fliessenden Steuereinnahmen des Kiesunternehmens. Diese erlaubten es, längst fällige Investitionen in die Infrastruktur vorzunehmen.

### Flugzeugabsturz vom 14. November 1990
Am 14. November 1990 prallte eine Douglas DC-9-32 der italienischen Fluggesellschaft Alitalia während des Landeanflugs auf die Piste 14 des Flughafens Zürich im Gebiet Surgen auf 520 m ü. M. in den Haggenberg. Alle 46 Flugpassagiere und Besatzungsmitglieder des Fluges AZ 404 fanden den Tod. Es handelt sich um das schlimmste Unglück auf Gemeindegebiet seit Menschengedenken. An der Absturzstelle erinnert ein schlichter Gedenkstein an die fatale Novembernacht. Die Absturzursache war ein Instrumentendefekt, der dazu führte, dass die Piloten sich auf dem Leitstrahl wähnten, tatsächlich jedoch über 300 Meter zu tief anflogen (siehe auch: Abschnitt Position in der Fluglärmdebatte).

### 750-Jahr-Feier und Beschluss über radioaktives Endlager

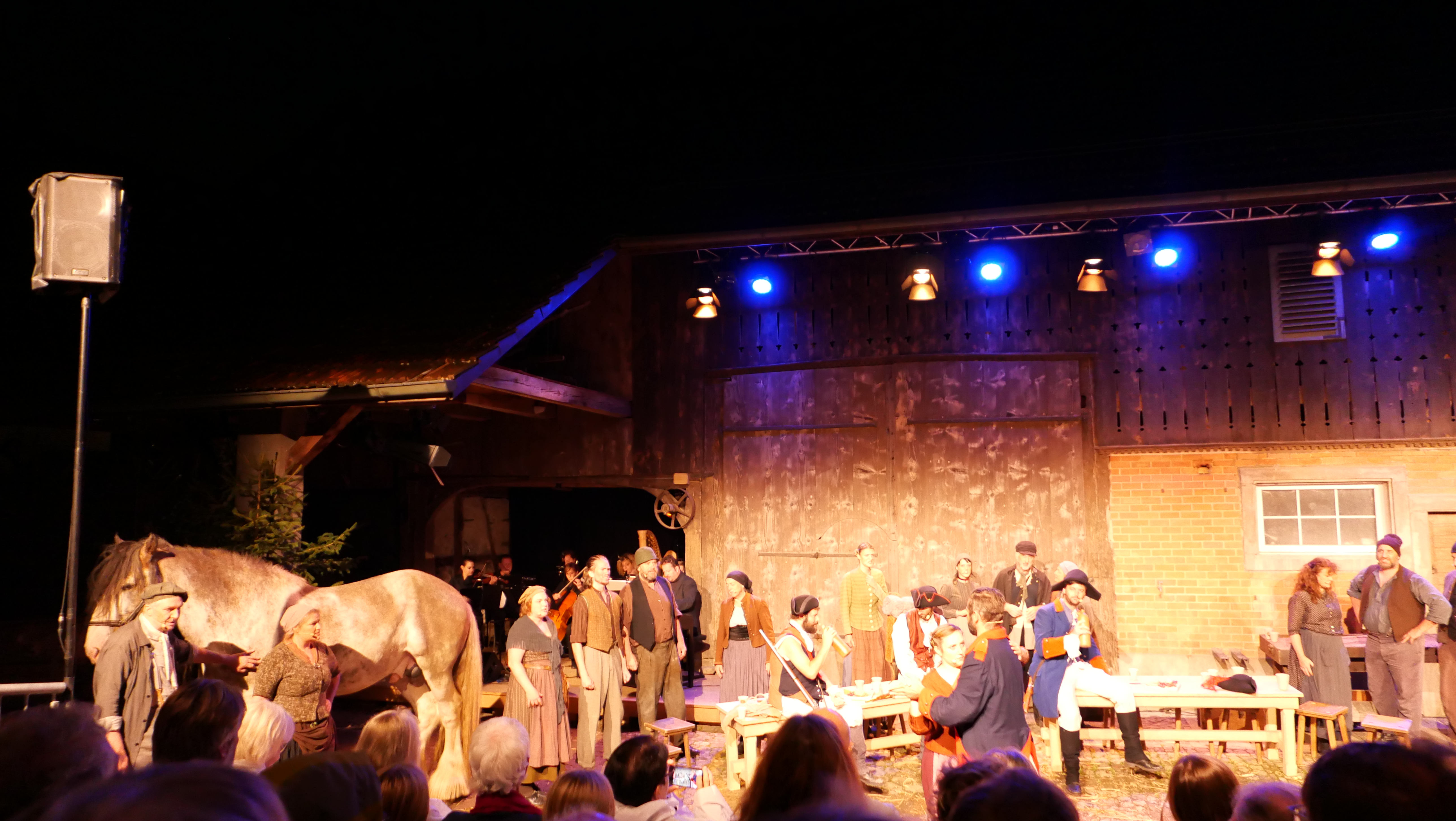
Abb. 7: Szene aus Die Tigerin von Weiach

Da die älteste erhalten gebliebene schriftliche Erwähnung von Weiach auf das Jahr 1271 datiert wird (s. o. Ortsnamenkunde), plante die Gemeinde, dieses Jubiläum im Jahr 2021 zu feiern. Wegen der Massnahmen des Bundesrates im Gefolge der COVID-19-Pandemie verschob sie die Festivität allerdings um ein Jahr auf die Tage vom 9. bis 11. September 2022. Auf einem zentralen Festgelände fanden bei freiem Eintritt zahlreiche Live-Konzerte und DJ-Sets statt. Darüber hinaus wurden auf einer separaten Bühne in mehreren Disziplinen die Stihl-Timbersports-Holzfällerwettbewerbe ausgetragen. Kultureller Höhepunkt des Dorffestes war indes das auf einer eigenen Bühne von einem Laien-Ensemble aufgeführte Musical Die Tigerin von Weiach. Die Textvorlage schrieb Mathias Reiter, die Musik komponierte Raimund Wiederkehr, und Regie führte Jeannot Hunziker. Die Geschichte spielt in der «Franzosenzeit» um 1799 und ist
«Ein Stück übers Durchhalten und über den Mut, seinem Herzen treu zu bleiben».
Überschattet wurden die Feierlichkeiten von der just am gleichen Wochenende bekannt gewordenen Empfehlung der Nationalen Genossenschaft für die Lagerung radioaktiver Abfälle (Nagra), dass die Schweiz ihr nationales «Endlager» für hochradioaktive Abfälle im Gebiet «Nördlich Lägern» errichten solle. Sollte der Beschluss durchgesetzt werden, wäre auch Weiach direkt davon betroffen. Weiachs ehemaliger Gemeindepräsident Werner Ebnöther, der im Verein «Nördlich Lägern ohne Tiefenlager» (LoTi) aktiv ist, plädiert aber weiter gegen ein Vergraben des Atommülls und fürs Durchhalten:
«Unsere Generation hat dieses Problem geschaffen, sie muss es auch lösen. Oder wie LoTi es möchte: den Mut haben, zuzuwarten, bis bessere Lösungen zur Verfügung stehen.»

## Bevölkerung
| Jahr | Einwohner | Jahr | Einwohner |
| ---- | --------- | ---- | --------- |
| 1634 | 361       | 1850 | 716       |
| 1640 | 428       | 1860 | 720       |
| 1650 | 483       | 1870 | 737       |
| 1670 | 624       | 1880 | 743       |
| 1689 | 767       | 1888 | 643       |
| 1695 | 583       | 1900 | 601       |
| 1711 | 668       | 1910 | 583       |
| 1754 | 547       | 1920 | 655       |
| 1759 | 573       | 1930 | 642       |
| 1790 | 530       | 1941 | 610       |
| 1793 | 540       | 1950 | 590       |
| 1799 | 548       | 1960 | 646       |
| 1820 | 550       | 1970 | 688       |
| 1824 | 671       | 1980 | 692       |
| 1827 | 700       | 1990 | 719       |
| 1836 | 675       | 2000 | 994       |

### Entwicklung der Einwohnerzahl

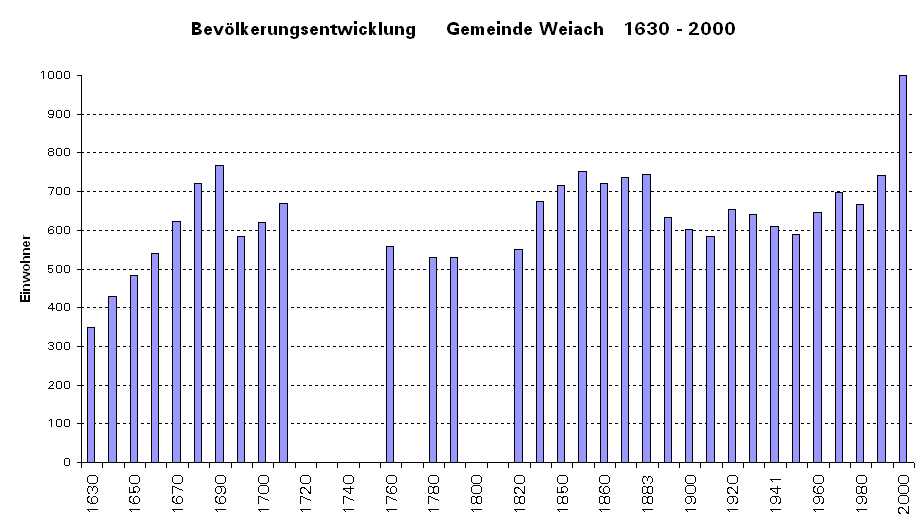
Abb. 8: Bevölkerungsentwicklung der Gemeinde Weiach von 1630 bis 2000

In den Zürcher Steuerbüchern ist nur für 1470 ein vollständiger Eintrag für die Gerichtsherrschaft Weiach erhalten. Damals zählte das Dorf 16 Haushalte mit zusammen 48 steuerpflichtigen Erwachsenen über 15 Jahren. 1590 wurden die Abgaben zur Besoldung des eigenen Pfarrers festgelegt, wobei insgesamt 65 Haushalte gezählt wurden.
Ab 1634 bis 1760 erstellten die Pfarrer im Auftrag der Zürcher Obrigkeit in unregelmässigen Abständen detaillierte Bevölkerungsverzeichnisse. Spätere Zahlen sind folgenden Quellen entnommen: 1790 Werdmüllers Memorabilia Tigurina, 1799 der Pfarrer-Enquête der Helvetischen Regierung, 1820 Ernis Memorabilia Tigurina, 1827 Lutz’ Vollständiger Beschreibung des Schweizerlandes. Die Zahl von 1836 basiert auf der Zürcher Kantonalen Volkszählung, alle Daten ab 1850 wurden in der Eidgenössischen Volkszählung erhoben. (Über die Jahrhunderte haben sich die Kriterien zur Erfassung der Wohnbevölkerung stark verändert. Je nach Auslegung kann die Einwohnerzahl merklich variieren. Die Zahlen stammen aus unterschiedlichen Quellen. Für die Jahre 1710 bis 1820 sind kaum Daten verfügbar.)
Während Jahrhunderten war die Bevölkerungsentwicklung eng an die Ertragskraft des Bodens gekoppelt, exportierendes Handwerk existierte kaum. Die Wohnbevölkerung bewegte sich zwischen 500 und 750 Personen, womit Weiach eine der grösseren Gemeinden im Neuamt war. Ab Ende des 17. Jahrhunderts suchten sich viele Weiacher ihr Auskommen ausserhalb ihrer Heimatgemeinde, manche wanderten aus. Ziel ihrer Reise waren häufig die USA. Die Vorfahren vieler US-Bürger mit Namen wie Bombgardner stammen ursprünglich aus Weiach.
Schon in den 1960er- und 1970er-Jahren wurden vereinzelt neue Wohnblöcke gebaut. In den Sog der Agglomeration Zürich geriet Weiach aber erst ab Mitte der 1980er-Jahre. Mittels Quartierplänen wurden neue Baugebiete für Wohnzwecke erschlossen, was zuerst an der Flanke des Sanzenberges, dann unter der Fasnachtflue einen wahren Bauboom auslöste. 30 Prozent der im Jahre 2000 bestehenden Wohnungen wurden in den vorangegangenen zehn Jahren gebaut. Mit den 80 von 1991 bis 2000 neu erstellten Wohngebäuden wuchs die Bevölkerung um über 35 Prozent. Noch nie in der Geschichte wohnten so viele Menschen gleichzeitig auf dem Gebiet der heutigen Gemeinde Weiach. Die beginnende Verstädterung ist auch an der ab 1990 explosionsartig um 132 Prozent zunehmenden Zahl der Einpersonenhaushalte abzulesen.
Am 31. Dezember 2005 lebten 959 Personen in Weiach (zivilrechtlicher Wohnsitz; ohne Wochenaufenthalter, Asylbewerber usw.). Ein Ende 2007 geplantes Gross-Bauprojekt mit 55 Wohnungen im Bereich des Bedmen verzögerte sich mehrere Jahre und wurde erst 2017 fertiggestellt. Mit der Erschliessung des Baugebietes See-Winkel, südlich der früheren Bahnstation Weiach-Kaiserstuhl und der Hauptstrasse Winterthur–Basel, stieg die Bevölkerungszahl seither kontinuierlich auf 1942 Einwohner an (Stand Ende Dezember 2019). Diese Gebiete haben im Volksmund den Übernamen Neu-Weiach erhalten.

### Sprachen
Bei der Volkszählung vom Dezember 2000 wurde ein Ausländeranteil von 9,7 % ermittelt, etwas weniger als in den Jahrzehnten davor. Der Ausländeranteil lag damit deutlich unter dem kantonalen Durchschnitt von 22 %. Mittlerweile hat sich der Ausländeranteil durch die massive Bautätigkeit an den Kantonsdurchschnitt angeglichen. Er liegt heute bei 25,2 % (Kanton Zürich: 27,6 %). Die Verteilung der von den Einwohnern hauptsächlich verwendeten Sprachen gibt Hinweise auf die Herkunft: Häufigste Hauptsprache war bei der Volkszählung im Jahr 2000 Deutsch (93,56 %), am zweit- und dritthäufigsten waren Albanisch (1,51 %) und Serbokroatisch (1,21 %).

### Religion
Die Weiacher waren früher fast ausschliesslich protestantisch-reformierten Glaubens. Durch die Einwanderung aus der übrigen Schweiz und dem Ausland nahm seit 1800 der Anteil der Einwohner mit protestantischer Konfession ab. Der Anteil der Reformierten nahm zwischen 1990 und 2000 zwar markant zu. Bei der Eidgenössischen Volkszählung 2000 waren von den rund 1000 Einwohnern 65,6 % evangelisch-reformiert und 17,5 % römisch-katholisch; als konfessionslos bezeichneten sich 9,1 %, weitere 1,3 % gaben keine Konfession an. Mit den Neubaugebieten zwischen Bedmen und Bahnhof ist der prozentuale Anteil der Protestanten ab 2012 auf weit unter 50 % gesunken. 2022 waren von den 2074 Einwohnern noch 26,0 % evangelisch-reformiert und 13,9 % römisch-katholisch, 60,1 % hatte eine andere oder keine Konfessionszugehörigkeit.

## Politik
Charakteristisch für die Gemeinde Weiach ist das bis vor wenigen Jahren völlige Fehlen von Ortsparteien. Parteipolitik spielt für die Ortspolitik de facto keine Rolle, sämtliche Ämter sind fast durchwegs mit Parteilosen besetzt.

### Behörden
- Politische Gemeinde: Der 6-köpfige Gemeinderat (Exekutive; bis Ende 2021 hatte er nur 5 Mitglieder) wird alle vier Jahre in geheimer Wahl nach dem Majorzprinzip bestimmt. Gemeindepräsident ist Stefan Arnold (SVP).[35]
- Primarschulgemeinde: Sie war territorial identisch mit dem Gebiet der politischen Gemeinde und wurde per 1. Januar 2022 mit der politischen Gemeinde fusioniert. Der/die Vorsitzende der Primarschulpflege ist ex officio sechstes Mitglied des Gemeinderates.
- Oberstufenschulgemeinde: Sie wird gemeinsam mit den politischen Gemeinden Bachs, Neerach und Stadel geführt. Die Gebäude des Oberstufenschulzentrums stehen bei Schüpfheim.
- Gemeindeversammlung (Legislative). Sie besteht für die Einheitsgemeinde Weiach aus allen Stimmberechtigten. Abstimmungen zu Gemeindeangelegenheiten erfolgen in der Regel mit offenem Handmehr.

### Wahl- und Abstimmungsverhalten
In Weiach wird traditionell konservativ gewählt und abgestimmt. Europapolitische Vorlagen werden jeweils besonders wuchtig abgelehnt, meist im krassen Gegensatz zu den wirtschaftsfreisinnig geprägten Gebieten am Zürichsee und den eher sozialdemokratisch dominierten grossen Städten. Beispiele sind die eidgenössischen Volksabstimmungen vom 5. Juni 2005 über den Beitritt der Schweiz zu den Vertragswerken von Schengen/Dublin (64,3 % Nein-Stimmen) sowie über die Ausdehnung des Personenfreizügigkeitsabkommens auf die neuen EU-Mitgliedländer vom 25. September 2005 (64,6 % Nein-Stimmen).
Diese Grundhaltung widerspiegelt sich auch in den Wähleranteilen der Parteien:
| Partei | 2003   | 2007   | 2015   |
| ------ | ------ | ------ | ------ |
| SVP    | 52,8 % | 45,4 % | 59,8 % |
| SP     | 15,1 % | 14,6 % | 10,6 % |
| FDP    | 9,3 %  | 11,3 % | 6,2 %  |
| EVP    | 8,0 %  | 7,3 %  | 5,8 %  |
| Grüne  | 6,7 %  | 6,8 %  | 4,6 %  |
| glp    | –      | 4,9 %  | 3,1 %  |
| BDP *  | –      | –      | 3,1 %  |
| CVP    | 3,1 %  | 3,6 %  | 2,1 %  |

| Partei  | 2003   | 2007   | 2011   | 2015   | 2019   | 2023   |
| ------- | ------ | ------ | ------ | ------ | ------ | ------ |
| SVP     | 51,5 % | 54,8 % | 51,9 % | 56,7 % | 55,6 % | 55,6 % |
| SP      | 15,9 % | 12,9 % | 10,4 % | 12,6 % | 10,0 % | 10,1 % |
| glp     | –      | 5,1 %  | 5,9 %  | 4,7 %  | 6,9 %  | 9,2 %  |
| FDP 1   | 7,7 %  | 8,0 %  | 9,7 %  | 8,2 %  | 9,5 %  | 7,3 %  |
| Mitte 2 | –      | –      | –      | –      | –      | 5,9 %  |
| Grüne   | 6,3 %  | 5,8 %  | 1,9 %  | 2,4 %  | 4,8 %  | 4,2 %  |
| EVP     | 6,8 %  | 4,3 %  | 4,8 %  | 4,8 %  | 4,0 %  | 3,2 %  |
| BDP     | –      | –      | 7,1 %  | 4,5 %  | 2,7 %  | –      |
| CVP     | 4,5 %  | 4,7 %  | 3,7 %  | 2,0 %  | 4,7 %  | –      |

## Wirtschaft

### Landwirtschaft
Seit dem frühen Mittelalter waren Viehzucht und Ackerbau die Haupterwerbsquellen der Einwohner. Bereits im frühen 18. Jahrhundert waren jedoch massgebliche Teile der Bevölkerung als sogenannte Professionisten tätig, d. h. im Handwerk oder Heimarbeit. Frauen und Kinder insbesondere aus kleinbäuerlichen Verhältnissen arbeiteten für Verlagsherren aus der Stadt Zürich (Baumwoll- und Seidenspinnerei).
In den Jahren ab 1846 engagierte sich der Landwirthschaftliche Verein unter der Leitung des damaligen Pfarrers intensiv für die «Hebung der Verhältnisse». Der Verein förderte unter anderem die Einführung der Seidenraupenzucht, liess beim Schulhaus einen Obstbaumgarten pflanzen und beteiligte sich rege an den Wettbewerben des kantonalen landwirtschaftlichen Vereins. 1855 wurde auf Anregung des Vereins eine gemeindeeigene Leihkasse gegründet.
Während sich die Seidenmanufaktur nicht halten konnte und auch andere Versuche mit Hopfen- und Tabakanbau im Sande verliefen, war dem Obstbau mehr Erfolg beschieden, wie man bis vor wenigen Jahren an den Baumgärten rund um den Dorfkern sehen konnte. Auch der Weinbau spielte bis ins 19. Jahrhundert eine bedeutende Rolle. Etliche Rebbauern führten nach der Liberalisierung um 1831 nebenbei eine kleine Schenke, in der sie ihre eigenen Produkte feilbieten durften.
Heute wird an den Hängen des Stein und der Fasnachtflue durch zwei Unternehmen wieder professioneller Weinbau betrieben. Die Produkte Weiacher Fluetröpfli (Rotwein) und Weiacher Weissherbst (Rosé) werden aus Blauburgunder-Trauben gekeltert.
2022 gab es gemäss dem Statistischen Amt des Kantons Zürich noch 9 landwirtschaftliche Betriebe, 7 davon im Hauptberuf. Die landwirtschaftliche Nutzfläche (LN) umfasste im gleichen Jahr 282 ha.

### Gastwirtschaften

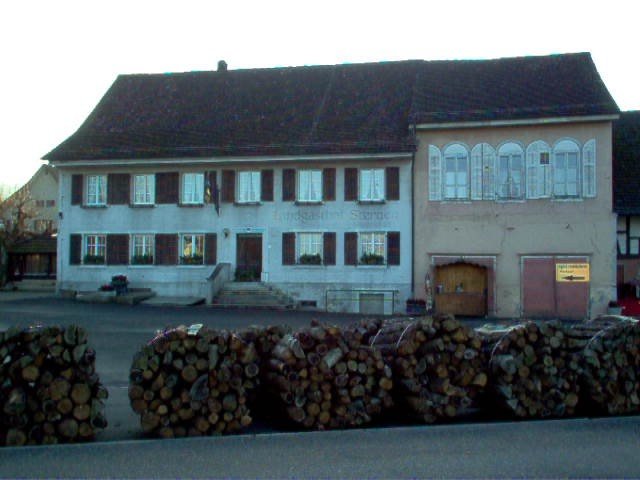
Abb. 9: Ehemaliger Gasthof «Sternen»

Der bis zu Beginn der 1830er-Jahre an der Oberdorfstrasse 7 und seither an der Verzweigung der Hauptstrasse Nr. 7 Basel–Winterthur und der Staatsstrasse nach Raat und Stadel gelegene ehafte Gasthof «Sternen» hat seinen Betrieb im Jahre 1991 eingestellt. Das «Wiesental» an der Hauptstrasse Nr. 7 nach Kaiserstuhl hat im Sommer 2016 den Wirtschaftsbetrieb eingestellt. Von den im alten Dorfkern bestehenden Speisewirtschaften und Weinschenken ist nur die «Linde» an der Stadlerstrasse 16 übriggeblieben. Deren Überleben ist nach dem Tode der letzten Wirtin im Juni 2025 höchst fraglich.
Der «Bahnhof», ebenfalls an dieser Hauptstrasse vis-à-vis des stillgelegten Bahnhofs gelegen, stand ab 2003 zum Verkauf und wurde nicht mehr aktiv betrieben, nachdem diverse Partyclub-Projekte gescheitert waren. Im März 2008 wurde das 1876 erstellte Gebäude abgerissen und später durch die Überbauung Im See ersetzt. Ab 2007 existierte auf der gegenüberliegenden Strassenseite ein in Containern untergebrachtes Imbiss-Lokal, das insbesondere auf Trucker ausgerichtet war (nach 2015 aufgegeben).
Ende August 2008 wurde im Speicher des Baumgartner-Jucker-Hauses (Büelstrasse 18) die «Caffè-Bar Chamäleon» eröffnet. Das Nichtraucherlokal besetzt eine Nische, die durch die «Linde» (als Dorfbeiz klassischen Typs) nicht abgedeckt wird. Das jüngste Angebot (seit 2022) ist eng mit einer Tankstelle verknüpft: das Bistro im Avec-Laden (BP-Tankstelle) an der Kaiserstuhlerstrasse 47.

### Handel
Von den ehemals drei Handlungen im Dorfzentrum ist heute nur noch die Filiale des Volg übrig. Das Depot der Landwirtschaftlichen Genossenschaft Weiach liegt in der Nähe der früheren Bahnstation Weiach-Kaiserstuhl (heute ein Laden der Landi Surb). Eine Bäckerei gibt es seit 1958 nicht mehr, der letzte Metzger gab 2003 auf, nachdem eine Ladengemeinschaft mit dem Volg nicht den gewünschten Erfolg gebracht hatte. In den Räumlichkeiten der ehemaligen Bahnhofgarage Weibel an der Kaiserstuhlerstrasse 47 (heute eine BP-Tankstelle) wird ein Laden für Convenience-Produkte betrieben, der auch an Sonn- und Feiertagen geöffnet hat (ab Dezember 2017 unter der Marke Aperto, seit März 2022 unter Avec).

### Gewerbe
Gewerbebetriebe (KMU) prägen das wirtschaftliche Bild der Gemeinde. So gibt es einen Filialbetrieb eines Holzhändlers (Heinrich Benz AG), einen Zweigbetrieb eines Reifenhändlers (Pneu Müller AG, heute FirstStop) sowie diverse kleinere Technologie- und Handwerksbetriebe. Entlang der Hauptstrasse finden dank der Grenznähe zwei Tankstellen ihr Auskommen, eine beim Dorf und eine beim früheren Bahnhof. Die seit 1970 in den Räumlichkeiten der früheren Schäftenäherei Walder (1920–1965) bei der Station Weiach-Kaiserstuhl eingerichtete Sattlerei Fruet AG, welche die Schweizer Armee mit Lederwaren belieferte, musste im Jahre 2000 den Betrieb mangels Aufträgen einstellen. Dafür sind einige kleine Dienstleistungsunternehmen mit teilweise starker Internet-Basierung entstanden.

### Industrie
Ab 1962 entstand im Hard, der zwischen Rheinsfelden und dem Dorf Weiach gelegenen Ebene, das grossangelegte Kieswerk der Weiacher Kies AG, dessen Schüttgüter- und Aushubwagen heute den Namen der Gemeinde in die weitere Umgebung der Schweiz hinaustragen. Das Unternehmen ist der einzige Industriebetrieb und grösste Steuerzahler auf Gemeindegebiet. Nicht zuletzt dadurch war Weiach eine der steuergünstigsten Gemeinden im Zürcher Unterland. Der jeweilige Gemeindepräsident fungiert als Vizepräsident des Verwaltungsrates.
Auf dem Areal der Weiacher Kies AG sind weitere kleinere Betriebe der Baustoffindustrie angesiedelt (u. a. die Fixit AG). Die Weiacher Kies AG hat 2001 die Hauptstrasse Basel–Winterthur nach Süden an den Hangfuss verlegen lassen, um weitere Kiesreserven abbauen zu können. Sie plante darüber hinaus die Erschliessung neuer Gebiete im Hasli, einer in Richtung Kaiserstuhl und Fisibach gelegenen Ebene nordwestlich des Dorfes.
Nach der Wiederauffüllung und Rekultivierung wurden grosse Flächen wieder der landwirtschaftlichen Nutzung zugeführt. Es wurden aber auch gezielt unbewirtschaftete, naturnahe Zonen geschaffen. So liess man grosse Flächen mit kiesig-steinigen Böden brach liegen. Darauf können sich Ersatzlebensräume für die mit der 5. Bauetappe des Flughafens Zürich überbauten Biotope schützenswerter Pflanzen und Tiere entwickeln.

### Naturschutzgebiet auf ehemaligem Kiesgelände

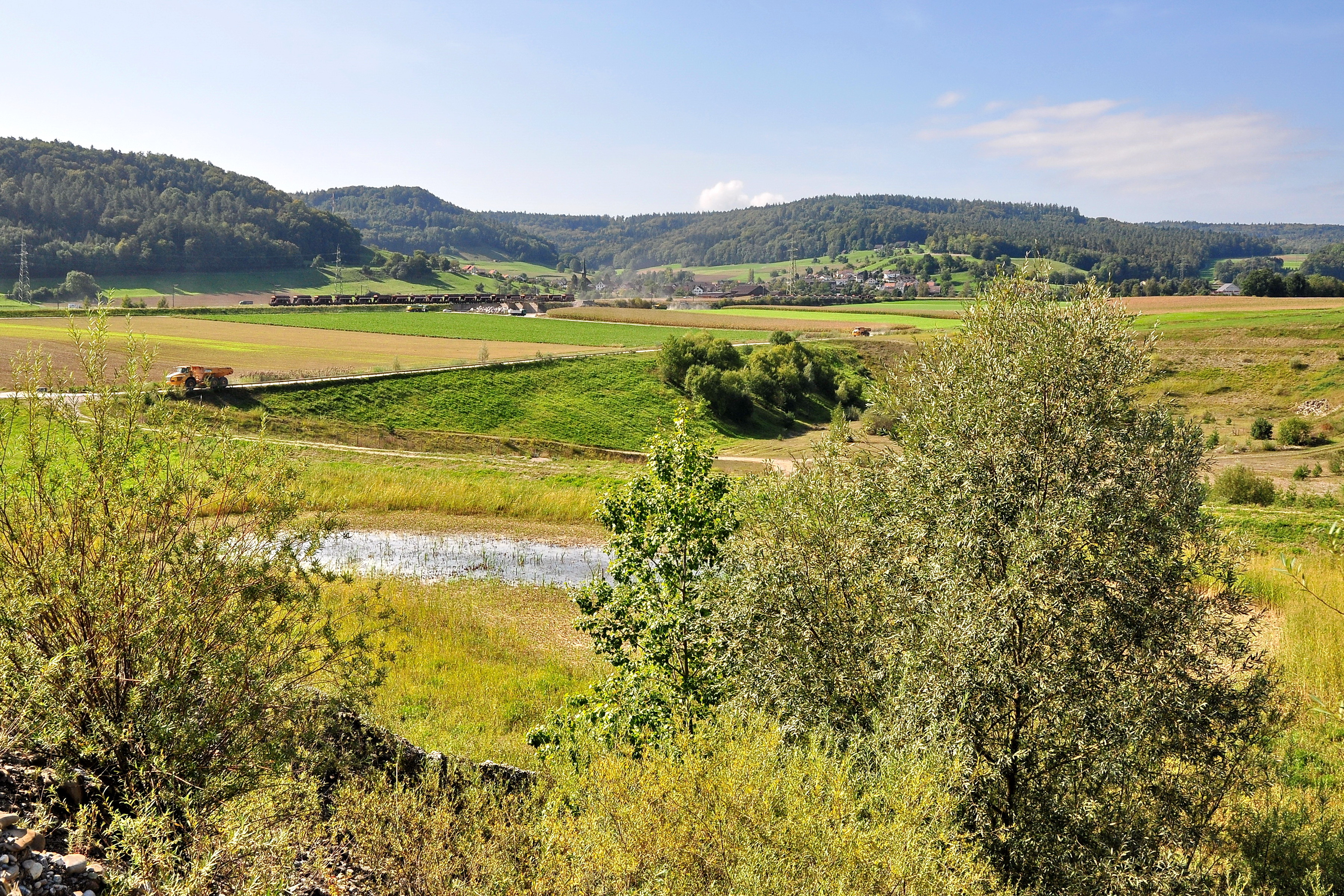
Abb. 10: Amphibienlaichgebiet der Kiesgrube Rüteren

In Absprache mit Kanton und Gemeinde entstanden auf dem Areal der Weiacher Kies AG insgesamt rund 23 Hektaren ökologische Ausgleichsflächen (Weiher, Biotope, Trockenstandorte, Wiesen und Hecken). Die renaturierten Flächen wurden zu Lebensräumen seltener Pionierpflanzen sowie bedrohter Vogel- und Insektenarten. Erste Bruterfolge des Flussregenpfeifers sind zu verzeichnen. Das genannte Gebiet war allerdings gemäss Kantonalem Richtplan langfristig als mögliche Abfalldeponie vorgemerkt, was im Rahmen der Richtplanrevision 2007 zu Einsprachen durch Naturschutzorganisationen führte. Anfang Februar 2008 wurde ein Komitee Pro Kiesgruben-Biotop Rüteren gegründet.
Das Kiesgruben-Biotop besteht weiterhin. Es ist seit 2007 in der Liste der Amphibienlaichgebiete von nationaler Bedeutung im Kanton Zürich ausgewiesen. Es zählt zu den Schutzgebieten im Kanton Zürich.
Die im Bereich der Nordgrube situierte Inertstoffdeponie mit 1,3 Mio. m³ Fassungsvermögen, erstellt durch die neue Besitzerin Eberhard AG, Kloten, welche im Bereich Baustoffrecycling und Urban Mining tätig ist, entstand 2011 an der Stelle eines Schlammweihers und tangiert das Naturschutzgebiet nicht.

### Sondierbohrungen
In der ersten Hälfte der 1980er-Jahre war Weiach der Standort einer Sondierung der Nagra (Nationale Genossenschaft für die Lagerung radioaktiver Abfälle). Die vom Januar bis November 1983 bis in eine Endtiefe von 2482 m vorgetriebene Bohrung löste in der Gemeinde heftige Kontroversen aus und war Anlass zur Gründung der Bürgerinitiative WAG (Weiacher Aktions Gruppe). Sie kämpfte gegen eine mögliche Wahl von Weiach als Endlagerstandort.
Dank den Nagra-Bohrungen wurde das Vorhandensein des mit Sedimentgesteinen des Erdaltertums verfüllten Nordschweizer Permokarbontrogs nachgewiesen (bei Weiach beginnt das kristalline Grundgebirge erst in einer Bohrlochtiefe von 2112 m und nicht – wie erwartet – in rund 1000 m Tiefe).
Die Bohrergebnisse ermutigten die texanische Firma Forest Oil, Sondierbohrungen zur Suche nach Erdgas-Lagerstätten vorzunehmen. Namhafte Erdgas-Vorkommen im benachbarten Süddeutschland liessen auf weitere Funde in Weiach hoffen. In grosser Tiefe liegt nämlich auch ein Kohle-Flöz. Nach der im Jahre 2000 von Forest Oil abgebrochenen Bohrung hat im Mai 2004 ein Konsortium unter der Führung der SEAG Aktiengesellschaft für schweizerisches Erdöl einen weiteren Bohrversuch begonnen, der Aufschluss über die Grösse der erwarteten Erdgas-Lager bringen sollte. Im Juni 2004 wurden die Erdgas-Tests eingestellt. Eine kommerziell lohnende Förderung ist wegen zu dichter Gesteinsschichten nicht möglich.
Im Zusammenhang mit den Planungen der Nagra für ein geologisches Tiefenlager für schwach- und mittelaktive Abfälle (SMA) sowie für hochaktive Abfälle (HAA) steht die Region Nördlich Lägern seit 2018 als aussichtsreichster Standort im Fokus. Es wurden daher erneut Sondierbohrungen auf Gemeindegebiet abgeteuft.

### Position in der Fluglärmdebatte
Bis Ende der 2000er-Jahre war die Gemeindeexekutive aktiv involviert in die Auseinandersetzungen um die Verteilung des durch den internationalen Flughafen von Zürich verursachten Fluglärms. Die Gemeinde liegt seit Fertigstellung der 3. Ausbauetappe im Jahre 1976 in der Anflugschneise der Piste 14. Durch ihre Grenzlage wird die Nachtruhe von spät startenden Jets gestört, die über dem Gemeindegebiet abdrehen, um den deutschen Luftraum nicht zu verletzen. In den ersten Jahren der IG-Nord, eines Zusammenschlusses mehrerer Gemeinden nördlich des Flughafens Zürich, spielte der damalige Gemeindepräsident von Weiach eine massgebende Rolle, weshalb sich bis Ende 2002 auch das Sekretariat der IG-Nord in Weiach befand. Die IG-Nord kämpfte unter anderem gegen die Verhängung von Bauverboten, welche durch die Kanalisierung von Starts und Landungen im Norden des Flughafens nötig würden (siehe auch: Abschnitt Flugzeugabsturz vom 14. November 1990).

### Vom Bauerndorf zur Agglomerationsgemeinde

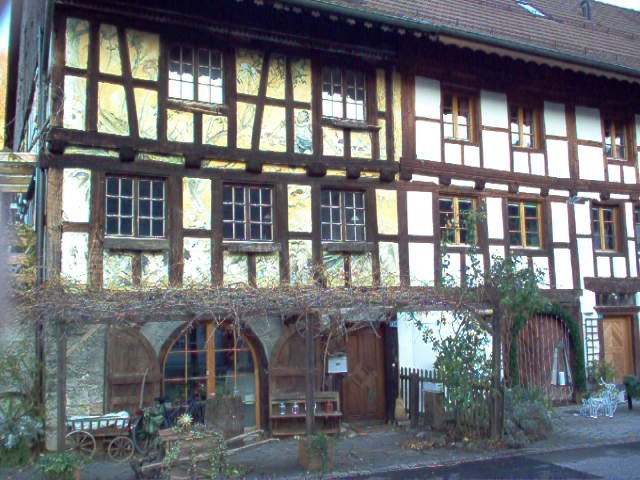
Abb. 11: Altes Haus an der Oberdorfstrasse 25–29, linker Teil von 1812, rechter Teil von 1647

Weiach konnte seinen Charakter als Bauerndorf bis in die zweite Hälfte des 20. Jahrhunderts bewahren. An den Hängen nordwestlich der Chälen wurden in den 1970er-Jahren und unter der Fasnachtflue ab 1990 jedoch viele Einfamilienhäuser gebaut, was der Gemeinde heute nur noch einen halbagrarischen Charakter verleiht. Die Erschliessung weiterer Baugebiete war durch die Fluglärmzonierung und Gerichtsverfahren während Jahrzehnten blockiert, hat aber mit dem Quartierplan See-Winkel im Gebiet südlich der Bahnlinie zwischen der ehemaligen Station und dem Bedmen eine starke Bautätigkeit ausgelöst (v. a. Mehrfamilienhäuser mit Flachdächern). Mit dem Abschluss der landwirtschaftlichen Melioration entstanden erstmals Aussiedlerhöfe – eine Entwicklung, die in anderen Gemeinden schon Jahrzehnte früher ablief.
Der massive Einfluss der Agglomeration Zürich wird immer stärker spürbar. Viele Einwohner pendeln zur Arbeit in die Grossregion Zürich, zu der Weiach seit der Jahrtausendwende auch offiziell gehört: Die Resultate der Eidgenössischen Volkszählung 2000 hatten nach den Kriterien des Bundesamtes für Statistik die Zuteilung zum sechsten Vorortsgürtel der Agglomeration Zürich zur Folge (Neue Zürcher Zeitung, 25. Juli 2003).

## Versorgung mit öffentlichen Diensten

### Kirche und Friedhof

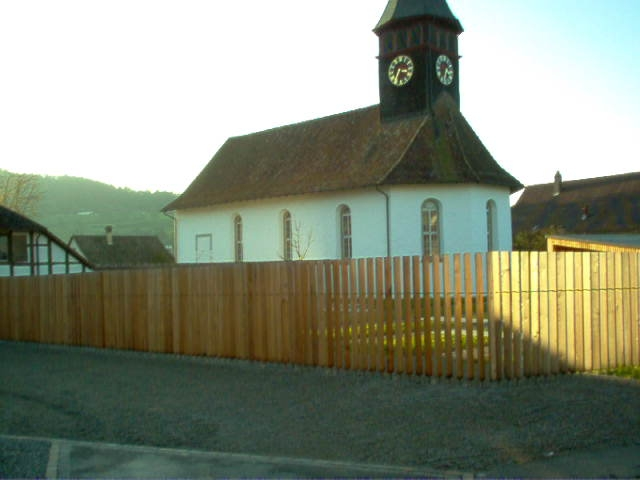
Abb. 12: Fuori le mure, Neuer Friedhofsteil 2004

Von 1977 bis 2010 existierten auf dem Gebiet der Gemeinde zwei Gotteshäuser: die alte evangelisch-reformierte Kirche von 1706 und eine neuapostolische Kapelle. Letztere wurde jahrelang nicht mehr benutzt und 2010 im Rahmen eines Neubauprojekts abgerissen. Die Erweiterung des Friedhofs ausserhalb der historischen Befestigungsmauern (Projektname Fuori le mure) wurde im Sommer 2004 abgeschlossen und setzt landschaftsarchitektonisch neue Akzente im Dorfbild. Im März 2006 war die Friedhofserweiterung eines von acht für den Europäischen Preis für Landschaftsarchitektur nominierten Projekten. Bei einem massgebenden Teil der Dorfbevölkerung stösst das neue Friedhofkonzept jedoch auf Ablehnung.

### Schulen und Bibliotheken

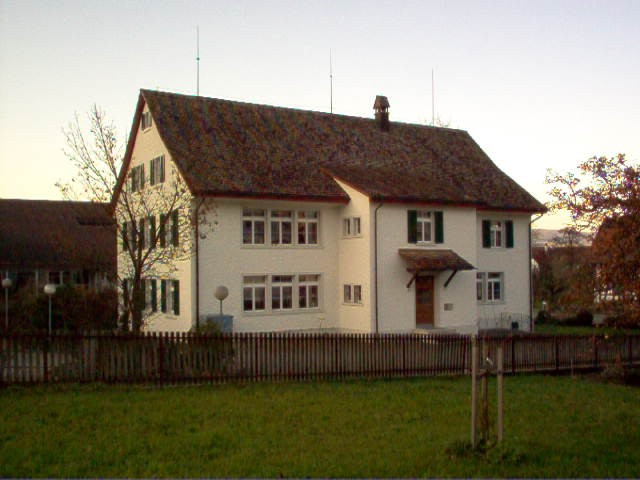
Abb. 13: Altes Schulhaus, Baujahr 1836

Ein Schulhaus ist bereits für das Jahr 1706 nachweisbar. Ein an der Friedhofmauer stehendes, wohl kombiniert als Gemeinde, Schul- und Spritzenhaus genutztes Gebäude wurde in der französischen Besatzungszeit eingeäschert und 1802 am selben Platz wiederaufgebaut. Im Jahre 1836 erstellte die Gemeinde einen vergrösserten Neubau – das nach dem Brand erbaute Schulhaus wurde zur Unterbringung von Armen genutzt. Im Verlauf des Schuljahres 1861/62 wurde die Jugend- und Volksbibliothek Weiach gegründet, sie besteht als Gemeinde- und Schulbibliothek bis heute und ist im Schulhaus von 1836 (Altes Schulhaus) untergebracht.
Eine neue Schulanlage mit Turnhalle konnte 1976 fertiggestellt werden, der Rohbau des ursprünglich geplanten Hallenschwimmbads im Untergeschoss des Turnhallentraktes wurde 1994/95 zum Gemeindesaal ausgebaut.
Ab 1966 gab es einen Kindergarten, der in einem von der Weiacher Kies AG gesponserten Gebäude untergebracht war (abgerissen und durch Wohnhäuser ersetzt). Aktuell (2023) werden vier Kindergärten geführt, einer im 2015 neu erstellten Kindergarten Farbtupf auf dem Schulareal, einer im Pfarrhaus Weiach und zwei in Fisibach (Chilewis 1 und 2).
Die Primarschule Weiach ist im 2015 mit neuer Fassade versehenen Schulhaus Hofwies untergebracht. Sie führt die ersten sechs Klassen der Zürcher Volksschule.
Für den Abschluss der obligatorischen Schulzeit besuchen die Weiacher Jugendlichen die Oberstufenschule in Stadel, bzw. die Kantonsschule in Bülach.
Die aargauischen Nachbargemeinden Fisibach und Kaiserstuhl haben 2015 mit der Primarschulgemeinde Weiach sowie der Oberstufenschulgemeinde Stadel Verträge über den Schulbesuch ihrer Kinder in Weiach bzw. Stadel abgeschlossen. Der Schulstandort Weiach wird durch den Zuzug aus den beiden Nachbargemeinden gestärkt.
Am 28. Juni 2020 haben die Weiacher Stimmberechtigten ein von der Primarschulgemeinde zusammen mit der politischen Gemeinde gross angelegtes Projekt zur Neugestaltung und Erweiterung der Schulanlage Hofwies über ein Investitionsvolumen von 19.7 Mio. CHF abgelehnt.
Am 18. Juni 2023 wurde in einer weiteren Urnenabstimmung ein Nachfolgeprojekt zum 2020 gescheiterten Vorhaben, genannt «Zukunft8187» (Bauvolumen 28,3 Mio. CHF), mit einer dünnen Mehrheit von 11 Stimmen genehmigt (50,8 % Ja-Stimmen-Anteil). Gegen die Aussagen des Gemeinderates in den Abstimmungsunterlagen zu dieser Vorlage wurde noch vor der Abstimmung eine Stimmrechtsbeschwerde eingereicht, die der Bezirksrat Dielsdorf abgewiesen, das Verwaltungsgericht des Kantons Zürich jedoch mit Urteil vom 7. Dezember 2023 gutgeheissen und die Abstimmung für ungültig erklärt hat. Am 9. Dezember 2024 entschied das vom Gemeinderat angerufene Bundesgericht, auf die Beschwerde der Gemeinde nicht einzutreten, da sie zu einer solchen nicht legitimiert sei.

### Post/Telefon/Telegraph/Kabelnetz
Schon zur Zeit der kantonalen Post, um etwa 1840, wurde in Weiach eine Postablage errichtet (Boten von und nach Zürich gab es bereits im 18. Jahrhundert). Im Jahre 1895 wurde die erste öffentliche Telefonstation sowie ein Anschluss an den eidgenössischen Telegraphendienst (PTT) erstellt. In den 1980er-Jahren wurde die Gemeinde ans Kabelfernsehnetz der Cablecom angeschlossen, dessen Verbindungen bis nach Hohentengen reichen. In jüngster Zeit musste die Poststelle ums Überleben kämpfen, blieb aber als Filiale mit reduzierten Öffnungszeiten bestehen. Am 1. März 2009 wurde das Postbüro geschlossen und durch eine Postagentur im Volg-Laden ersetzt.

### Eisenbahn und Postauto
Im Jahre 1876 eröffnete die Nordostbahn die Bahnstrecke Winterthur–Bülach–Koblenz mit dem Bahnhof Weiach-Kaiserstuhl. Diese Bahnlinie konnte bereits im Jahre 1945 elektrifiziert werden. 1995 wurde der zwischen den Siedlungsschwerpunkten auf Weiacher Boden gelegene Bahnhof von den Schweizerischen Bundesbahnen aufgehoben und als Haltestelle nach Kaiserstuhl verschoben. Die Linie S36 der S-Bahn Zürich von Bülach über Eglisau nach Waldshut wird heute durch das Bahnunternehmen THURBO betrieben.
Seit 1974 besteht eine Bus-Verbindung nach Bülach. Heute verkehrt die Postauto-Linie 510 des Zürcher Verkehrsverbundes (ZVV) zum Flughafen Zürich – mit Umsteigemöglichkeit auf die Linie 515 nach Bülach in Stadel. Morgens und abends zu Stosszeiten verdichtet die Linie 515 den Fahrplan, indem sie bis Kaiserstuhl verkehrt.

### Wasserversorgung/Abwasserreinigung
1877 erhielt die Gemeinde ein Drucknetz für die Trink- und Löschwasserversorgung mit Hausanschlüssen und Hydranten. Das bis heute parallel bestehende System der privaten und öffentlichen Brunnen wird als Notwassernetz weiterbetrieben.
Nach 1950 wurde sukzessive die Erstellung einer Kanalisation an die Hand genommen, welche schliesslich an die 1970 gebaute Abwasserreinigungsanlage Weiach angeschlossen wurde. Von einer Sanierung dieser ARA wurde im November 2004 abgesehen. Als Ersatz hat sich die Gemeinde im April 2006 dem grenzüberschreitenden Verbund von Kaiserstuhl und Hohentengen mit Grosskläranlage auf der Nordseite des Rheins angeschlossen.

### Elektrizitätsgenossenschaft Weiach
Nachdem Vorabklärungen für ein eigenes Kleinkraftwerk gezeigt hatten, dass ein solches nicht rentabel wäre, liess die am 23. August 1912 ins Handelsregister eingetragene Elektrizitäts-Genossenschaft Weiach (EGW) elektrische Hausanschlüsse und eine Strassenbeleuchtung erstellen. Auf Weihnachten 1912 erhielt die Gemeinde erstmals elektrischen Strom ab dem öffentlichen Netz. Den Strom liefern seit Betriebsbeginn die Elektrizitätswerke des Kantons Zürich (EKZ).

### Fernwärmenetz
Seit dem Spätherbst 1995 verfügt die Gemeinde über ein Fernwärmenetz, das von einer holzschnitzelbefeuerten Anlage gespeist wird. Die Holzschnitzel stammen aus dem gemeindeeigenen Wald. Dies ist der wichtigste materielle Beitrag der Gemeinde Weiach zu einer nachhaltigen Entwicklung im Rahmen der lokalen Agenda 21.

### Gemeindeführungsstab, Feuerwehr und Zivilschutz
Die Ortsfeuerwehr Weiach ist seit 1998 mit den Wehrdiensten von Stadel und Glattfelden in einem Sicherheitszweckverband zusammengefasst. Das ist umso nötiger, seit 1991 im Kanton Zürich die allgemeine Wehrpflicht im Bereich Feuerwehr abgeschafft wurde. Der Zweckverband mit Glattfelden und Stadel ergab sich aus der bereits gut funktionierenden Zusammenarbeit im Rahmen der Zivilschutzorganisation Glattfelden-Stadel-Weiach. Die Gemeindeführungsorganisationen (GFO) der beteiligten Gemeinden sind zur Regionalen Führungsorganisation (RFO) geworden und werden durch einen von Feuerwehr und Zivilschutz gemeinsam personell alimentierten Kernstab unterstützt.

## Vereine
Wegen der etwas abgelegenen Lage war das Vereinsleben traditionell gut entwickelt. Für das Dorfleben sind heute v. a. die folgenden Vereine wichtig:
- Familienverein Weiach. Diese 2019 gegründete Vereinigung hat etliche Aktivitäten vom 2021 aufgelösten Frauenverein Weiach übernommen, so z. B. den Suppen-/Wähen-Zmittag, der unter dem Namen Weychtreff weitergeführt wird. Der Frauenverein hatte von 1929 bis 2021 eine gemeinnützige Zielsetzung, veranstaltete Basare und pflegte die Gemeinschaft unter den Frauen. Der Verein entwickelte sich aus dem Frauenverein der Arbeitschule Weiach, der die Handarbeitsklassen unterstützte.[50]
- Schützengesellschaft Weiach. Sie wurde 1904 gegründet mit dem Ziel, an den diversen Schiessanlässen bessere Sektionsränge zu erreichen. Die Gesellschaft verfügt seit 1907 über eine eigene Schiessanlage im Hasli.[51]
- Turnverein Weiach. Er wurde 1917 gegründet und umfasst heute aktive Turner jeden Geschlechts.[52]

## Sport
Aus der Gemeinde kommen immer wieder erfolgreiche Radrennfahrer und -fahrerinnen. 2004 gewann die Weiacherin Sereina Trachsel überraschend die Schweizer Strassenmeisterschaft in der Kategorie Elite. Im Juni 2005 konnte sie ihren Titel erfolgreich verteidigen. Von 2003 bis 2013 war Weiach jeweils Anfang Juli Austragungsort eines durch den Veloclub Steinmaur organisierten Nationalen Kriteriums. Der ca. 1 km lange Rundkurs führte durch die Strassen von Oberdorf und Bühl.

## Persönlichkeiten
- Albert Meierhofer-Lang (1863–1931), Unternehmer, Mitbegründer der B.A.G. Turgi, Vater von Marie Meierhofer
- Albert Meierhofer-Nauer (1887–1967), Kantonsrat, Gemeindepräsident von 1941 bis 1966, Oberstleutnant der Schweizer Armee, Weiacher Posthalter, Präsident der Schützengesellschaft Weiach, Initiator für den Kiesabbau im Hard durch die Weiacher Kies AG. Zu seinen Ehren wird seit 1969 in den ungeraden Jahren auf dem Schiessplatz Weiach das Albert Meierhofer-Erinnerungsschiessen abgehalten, an dem jeweils ca. 800 Schützen teilnehmen.
- Marie Meierhofer (1909–1998), Bürgerin von Weiach, Schweizer Kinderärztin und Gründerin des Institutes für Psychohygiene im Kindesalter (seit 1978: Marie Meierhofer-Institut für das Kind).
- Fritz Näf (* 1943), Dirigent, künstlerischer Leiter des Schweizer Kammerchors und der Basler Madrigalisten.
- Walter Baumgartner (1953–2024), Radrennfahrer
- Sereina Trachsel (* 1981), Radrennfahrerin, Schweizermeisterin Damen Elite auf der Strasse, 2004, 2005 und 2007.

## Offizielles Publikationsorgan
Das Mitteilungsblatt (bis Januar 2019: Mitteilungen für die Gemeinde Weiach), herausgegeben vom Gemeinderat, erscheint seit Juni 1982 monatlich und wurde in alle Haushaltungen verteilt (seit 2019 nur noch im Abonnement). Die Print-Auflage von 360 Exemplaren (Stand: Juli 2020) wird im Format A4 doppelseitig farbig gedruckt. Bis September 2019 bestand es aus A4-Blättern, die mit einfacher Klammerheftung versehen wurden, seither wird es im Broschürenformat herausgegeben. Das Titelbild wurde seit der Gründung bis zum Mai 2022 durch den ortsansässigen Künstler Hans Rutschmann-Griesser (1928–2022) gestaltet.
Ab dem 1. November 2018 hat gemäss Gemeinderatsbeschluss die Website der politischen Gemeinde den Status des Amtlichen Publikationsorgans übernommen. Im Mitteilungsblatt wird auf bereits elektronisch veröffentlichte Amtliche Publikationen in der Regel nicht mehr hingewiesen.

## Sehenswürdigkeiten

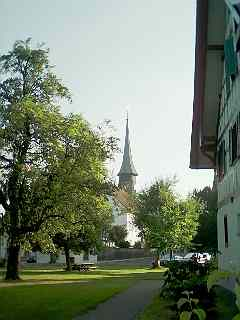
Abb. 14: Evangelisch-reformierte Pfarrkirche Weiach von der Staatsstrasse nach Stadel aus gesehen, rechts das Baumgartner-Jucker-Haus

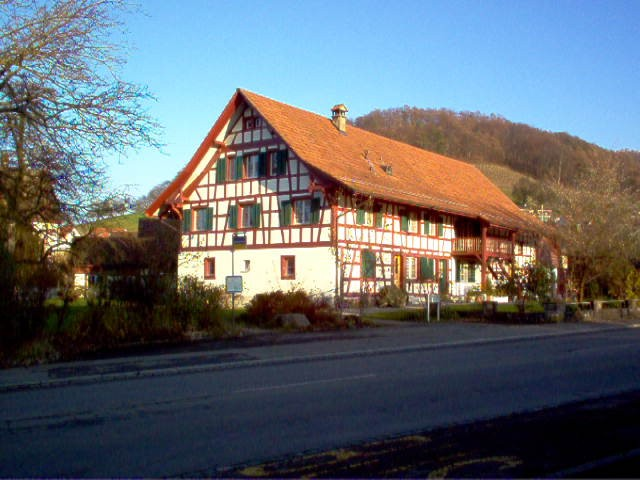
Abb. 15: Das Baumgartner-Jucker-Haus

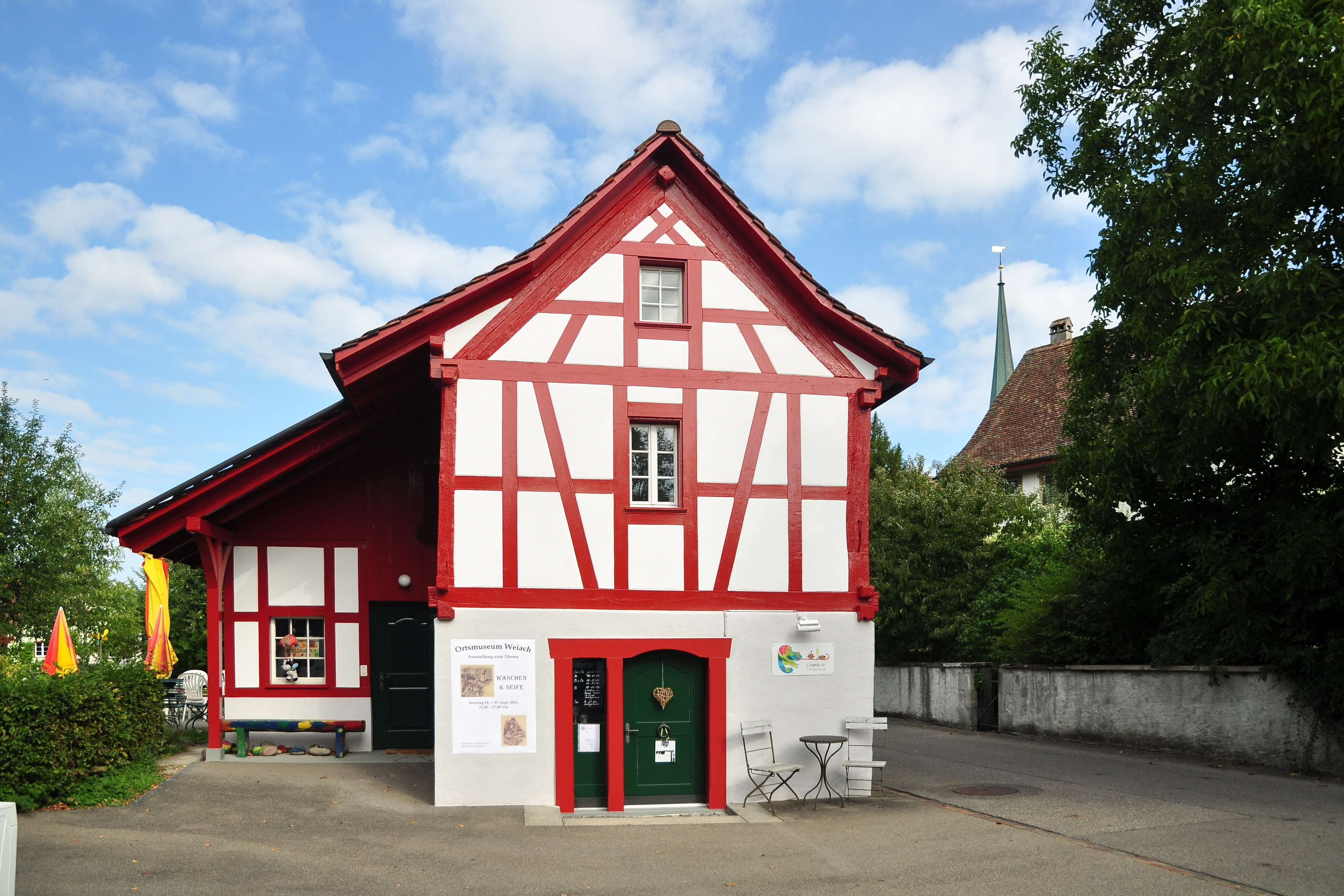
Abb. 16: Der Speicher des Baumgartner-Jucker-Hauses

- Von besonderem Interesse ist der «Kirchenbezirk», das kompakte Ensemble aus Kirche (1706), Pfarrhaus (1564d), Pfarrscheune (1707d mit Schwelle (Bodenbalken) 1515d[54]; 2000–2001 zum Kirchgemeindehaus und Begegnungszentrum umgebaut), der Friedhofmauer mit Schiessscharten und dem alten Gemeindehaus (1857) im Dorfkern. In unmittelbarer Nähe findet man auch das in den 1990er-Jahren renovierte Baumgartner-Jucker-Haus (1820; siehe Abb. 15) sowie dessen Speicher (siehe Abb. 16), welche beide der politischen Gemeinde gehören.
- Südlich davon liegt im Oberdorf ein stattliches Doppelbauernhaus im Privatbesitz aus der ersten Hälfte des 17. Jahrhunderts mit von Eugen Fauquex in den 1950er-Jahren bemalter Fassade (siehe Abb. 11).
- Ein Kleinbauernhaus aus der Mitte des 17. Jahrhunderts, das Liebert-Haus im Oberdorf, wurde von der Gemeinde 1966 gekauft und beherbergt heute das Ortsmuseum.[55]
- Neueren Datums sind der Skulpturen-Weg entlang beider Rhein-Ufer zwischen Kaiserstuhl, Hohentengen und Glattfelden sowie der
- Gottfried-Keller-Dichterweg, der von Glattfelden dem linken (südlichen) Rheinufer entlang zum Platz des früheren Schlosses Schwarzwasserstelz führt.